# كراسنوي سلو
كراسنوي سلو (بالروسية: Красное Село) هي إحدى مدن روسيا في الكيان الفدرالي الروسي سانت بطرسبرغ.

## أعلام
- لودميلا خفيدوسيوك بينايفا